# Winter-Universiade 2017/Snowboard
Bei der Winter-Universiade 2017 wurden zehn Wettkämpfe im Snowboard ausgetragen.

## Bilanz

### Medaillenspiegel
| Platz  | Land               | Gold | Silber | Bronze | Gesamt |
| ------ | ------------------ | ---- | ------ | ------ | ------ |
| 1      | Russland           | 5    | 2      | 1      | 8      |
| 2      | Polen              | 3    | 1      | 3      | 7      |
| 3      | Frankreich         | 2    | 1      | –      | 3      |
| 4      | Australien         | –    | 2      | –      | 2      |
| 5      | Ukraine            | –    | 1      | 2      | 3      |
| 6      | Finnland           | –    | 1      | –      | 1      |
| 6      | Vereinigte Staaten | –    | 1      | –      | 1      |
| 8      | Schweiz            | –    | 1      | 1      | 2      |
| 9      | Tschechien         | –    | –      | 3      | 3      |
| Gesamt | Gesamt             | 10   | 10     | 10     | 30     |

### Medaillengewinner

#### Männer
| Disziplin             | Gold              | Silber            | Bronze              |
| --------------------- | ----------------- | ----------------- | ------------------- |
| Big Air               | Michail Matwejew  | Joss McAlpin      | Martin Mikyska      |
| Slopestyle            | Michail Matwejew  | Aleksi Partanen   | Martin Mikyska      |
| Parallel-Slalom       | Bogdan Bogdanow   | Oskar Kwiatkowski | Oleksandr Belinskyy |
| Parallel-Riesenslalom | Bogdan Bogdanow   | Sergei Schimbujew | Oleksandr Belinskyy |
| Snowboardcross        | Léo Le Blé Jaques | Guilhem Apilli    | Sandro Perrenoud    |

#### Frauen
| Disziplin             | Gold                 | Silber            | Bronze               |
| --------------------- | -------------------- | ----------------- | -------------------- |
| Big Air               | Anastassija Loginowa | Jelena Kostenko   | Katarzyna Rusin      |
| Slopestyle            | Katarzyna Rusin      | Amber Arazny      | Anastassija Loginowa |
| Parallel-Slalom       | Weronika Biela       | Maggie Carrigan   | Karolina Sztokfisz   |
| Parallel-Riesenslalom | Aleksandra Król      | Annamari Dantscha | Karolina Sztokfisz   |
| Snowboardcross        | Sarah Devouassoux    | Miriam Wuffli     | Kateřina Chourová    |